# Piano virtual
Un piano virtual es una aplicación (software) diseñada para simular tocar un piano (o instrumentos musicales similares, por ejemplo, u órgano) en el equipo.
Muchos están en línea, pero también se puede comprar el software que hace lo mismo, no resultando necesaria una conexión a Internet.
El piano virtual se toca con el teclado y / o ratón del ordenador y normalmente viene con muchas de las características que se encuentran en un piano digital, si no más.